# Kona International Airport

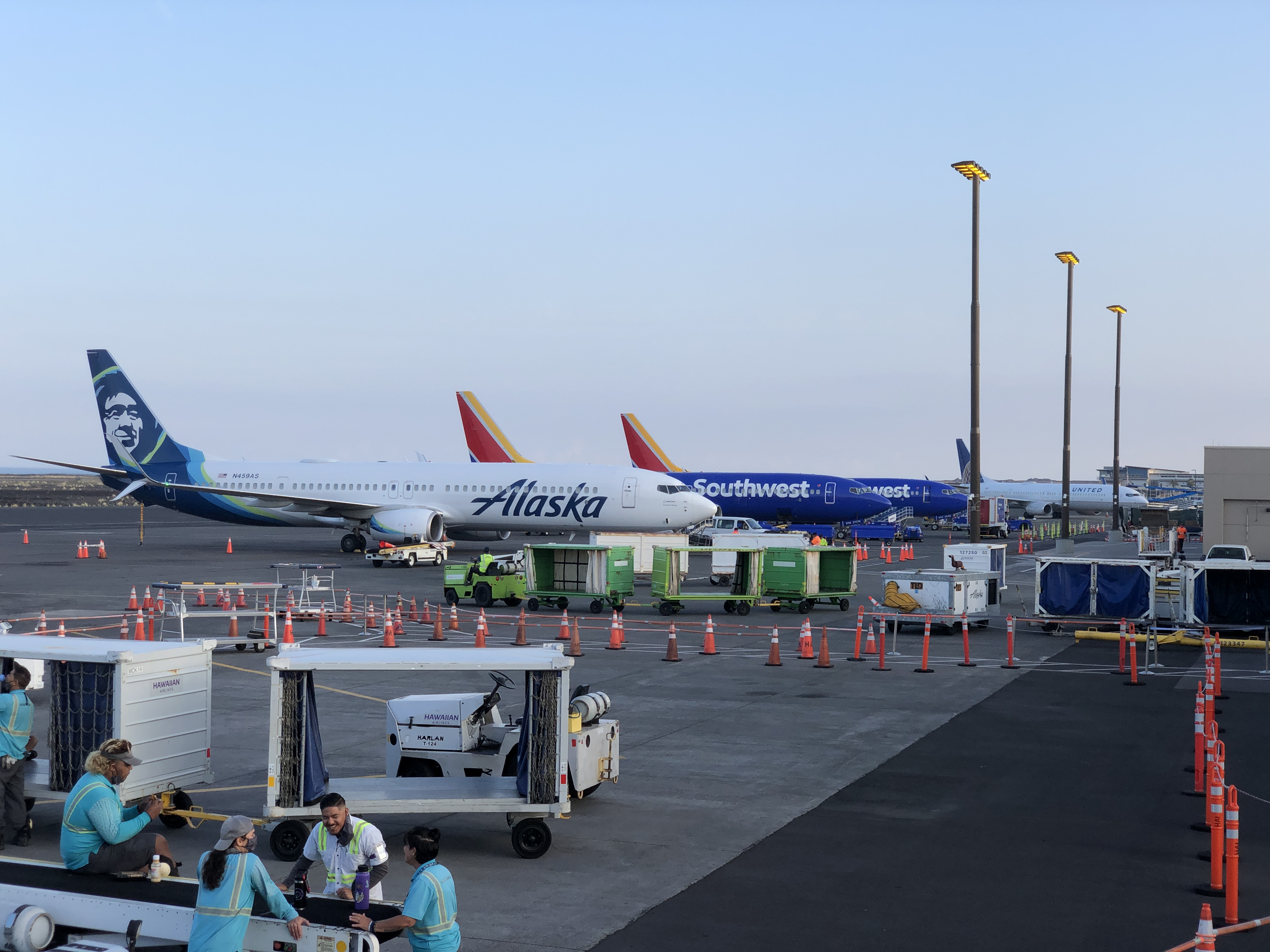
Kona International Airport

Ellison Onizuka Kona International Airport at Keāhole ligt in Kalaoa op het eiland Hawaï in de Amerikaanse staat Hawaï. Kona International Airport bedient West Hawaï, met de plaats Kailua-Kona en de vakantiebestemmingen in de districten North Kona en South Kohala. In 2010 bediende het vliegveld 2.649.493 passagiers.

## Geschiedenis
Een klein vliegveld bij het centrum van Kailua-Kona dat werd geopend in 1949, werd in 1970 vervangen door het tegenwoordige vliegveld en is nu het Old Kona Airport State Recreation Area.
De enige landingsbaan is gebouwd op Keahole Point op de lavastroom uit 1801 van de vulkaan Hualalai. Het vliegveld werd eerst Ke-āhole Airport genoemd naar de Hawaïaanse naam (ʻāhole)
van de Kuhlia sandvicensis, een vis die veel voorkomt bij Keahole Point. In 1993 werd de landingsbaan verlengd en de naam veranderd in Keāhole-Kona International Airport. Sinds 1997 is de officiële naam Kona International Airport at Keāhole, die in 2017 is gewijzigd in Ellison Onizuka Kona International Airport at Keāhole (naar de astronaut Ellison Onizuka).